# Mildred Loving
Mildred Loving (született Mildred Delores Jeter) (Central Point, Virginia, 1939. június 22. – Central Point, 2008. május 2.) és férje, Richard Perry Loving (1933. október 29. – 1975. június 29.) az általuk indított Loving v. Virginia perről váltak ismertté, amelynek végén az Amerikai Egyesült Államok Legfelsőbb Bírósága kimondta, hogy a különböző bőrszínű emberek közötti házasságot korlátozó törvények alkotmányellenesek.
A fekete bőrű Mildred és a fehér Richard az 1950-es években ismerkedtek össze Virginia államban, ahol a Racial Integrity Act tiltotta a különböző bőrszínű emberek házasságát. 1958-ban Mildred teherbe esett, ezért Washingtonba utaztak, és ott összeházasodtak. A hazaérkeztük utáni éjszaka a helyi rendőrség egy névtelen bejelentés alapján rájuk törte az ajtót, letartóztatták és bíróság elé állították őket, ahol egy év börtönt kaptak, 25 évre felfüggesztve azzal a feltétellel, hogy elhagyják az államot. A Loving-házaspár Washington, D.C.-be költözött; 1963-ban, mivel még a családjukat meglátogatni sem térhettek vissza Virginiába, az American Civil Liberties Union-hoz fordultak, amely a képviseletükben beperelte Virginia államot az alkotmány 14. kiegészítésének megsértéséért.
A per végül a Legfelsőbb Bíróság elé jutott, amely 1967. június 12-én egyhangúlag alkotmányellenesnek minősítette a vegyes házasság tiltását. Június 12-ét ennek emlékére Loving-napnak nevezték el.